# Teorema di Barbier
In matematica, il teorema di Barbier è un teorema di geometria euclidea, dimostrato da Joseph Emile Barbier, che afferma che le curve di larghezza costante {\displaystyle l}  hanno perimetro pari a {\displaystyle \pi l}.
L'analogo del teorema di Barbier per le superfici di larghezza costante è falso.

## Esempi

Un triangolo di Reuleaux

Il teorema si può facilmente verificare per i due esempi più familiari di curve di larghezza costante: la circonferenza e il triangolo di Reuleaux.
Per quanto riguarda il cerchio la sua larghezza {\displaystyle l} è pari al diametro {\displaystyle d} ed il suo perimetro è {\displaystyle \pi d=\pi l}.
Un triangolo di Reuleaux di larghezza {\displaystyle l} si compone di tre archi di cerchio di raggio {\displaystyle l} e angolo al centro {\displaystyle {\frac {\pi }{3}}}. Di conseguenza ognuno di questi archi è un sesto di circonferenza di raggio {\displaystyle l} e quindi il perimetro del triangolo di Reuleaux di larghezza {\displaystyle l} è pari alla metà del perimetro di un cerchio di raggio {\displaystyle l} e cioè {\displaystyle \pi l}.
Una simile analisi con altri esempi semplici come i poligoni di Reuleaux dà la stessa risposta.